# LM/DC Tour
El LM / DC Tour (abreviatura de Lea Michele y Darren Criss Tour) es la gira de conciertos conjunta de los cantantes estadounidenses Lea Michele y Darren Criss. Es la segunda gira principal de Michele, promocionando su segundo álbum de estudio Places (2017), y la segunda gira de conciertos de Criss, promoviendo su tercer Extended Play Homework(2016). La gira conjunta se inició el 30 de mayo de 2018 en Nashville, Tennessee, y concluyó el 7 de diciembre de 2018 en Birmingham, Inglaterra.

## Antecedentes
El 9 de abril de 2018, Michele y Criss anunciaron en The Ellen DeGeneres Show que harían una gira juntos. Se espera que el dúo tome el escenario juntos para cantar duetos, música en solitario y canciones que han querido interpretar desde Glee, junto con clásicos de Broadway.
En septiembre de 2018, se anunciaron más fechas, como Las Vegas, Salt Lake City, Phoenix y varias ciudades en California. La gira se expandirá a Dublín y al Reino Unido.

## Repertorio
Este repertorio representa las canciones interpretadas en el show de Pittsburgh el 2 de junio de 2018. No representa las canciones interpretadas en el resto de la gira.
Lea & Darren
1. "Broadway Baby"
2. "Suddenly Seymour"
3. "Falling Slowly"

Lea
1. "Cannonball"
2. "Battlefield"
3. "Don't Rain on My Parade"
4. "Maybe This Time"
5. "Poker Face"
6. "The Edge of Glory"
7. "Glitter in the Air"
8. "Run to You"

Lea & Darren
1. "Getaway Car"

Darren
1. "Cough Syrup"
2. "Hopelessly Devoted to You"
3. "Going Nowhere"
4. "I Don't Mind"
5. "I Dreamed a Dream"
6. "Genie in a Bottle"
7. "Foolish Thing"
8. "Not Alone"
9. "Teenage Dream"

Lea & Darren
1. "The Coolest Girl"
2. "This Time"

Encore
1. "Don't You Want Me"
2. "Make You Feel My Love"

## Shows
| Fecha                   | Ciudad           | País           | Lugar                                   | Asistencia    | Recaudación  |              |
| Norteamérica            | Norteamérica     | Norteamérica   | Norteamérica                            | Norteamérica  | Norteamérica | Norteamérica |
| ----------------------- | ---------------- | -------------- | --------------------------------------- | ------------- | ------------ | ------------ |
| 30 de mayo de 2018      | Nashville        | Estados Unidos | Ryman Auditorium                        | 2,263 / 2,263 | $137,617     |              |
| 31 de mayo de 2018      | Cincinnati       | Estados Unidos | Taft Theatre                            | —             | —            |              |
| 2 de junio de 2018      | Pittsburgh       | Estados Unidos | Benedum Center                          | —             | —            |              |
| 3 de junio de 2018      | Washington D. C. | Estados Unidos | Kennedy Center Concert Hall             | —             | —            |              |
| 5 de junio de 2018      | Indianapolis     | Estados Unidos | Murat Theatre                           | —             | —            |              |
| 6 de junio de 2018      | Columbus         | Estados Unidos | Ohio Theatre                            | —             | $132,382     |              |
| 8 de junio de 2018      | Easton           | Estados Unidos | State Theatre                           | —             | —            |              |
| 9 de junio de 2018      | Newark           | Estados Unidos | Prudential Hall                         | —             | —            |              |
| 10 de junio de 2018     | Toronto          | Canadá         | Sony Centre                             | —             | —            |              |
| 26 de junio de 2018     | Chicago          | Estados Unidos | Chicago Theatre                         | —             | —            |              |
| 27 de junio de 2018     | St. Louis        | Estados Unidos | Peabody Opera House                     | —             | —            |              |
| 29 de junio de 2018     | Atlanta          | Estados Unidos | John A. Williams Theatre                | 1,774 / 2,236 | $121,591     |              |
| 30 de junio de 2018     | Durham           | Estados Unidos | Durham Performing Arts Center           | —             | —            |              |
| 1 de julio de 2018      | Charlotte        | Estados Unidos | Ovens Auditorium                        | —             | —            |              |
| 26 de octubre de 2018   | Las Vegas        | Estados Unidos | The Cosmopolitan of Las Vegas           | —             | —            |              |
| 27 de octubre de 2018   | Salt Lake City   | Estados Unidos | Eccles Theater                          | —             | —            |              |
| 29 de octubre de 2018   | San Francisco    | Estados Unidos | SF Masonic Auditorium                   | —             | —            |              |
| 30 de octubre de 2018   | San Jose         | Estados Unidos | San Jose Center for the Performing Arts | —             | —            |              |
| 1 de noviembre de 2018  | San Diego        | Estados Unidos | Humphreys Concerts By the Bay           | —             | —            |              |
| 2 de noviembre de 2018  | Costa Mesa       | Estados Unidos | Segerstrom Center for the Arts          | —             | —            |              |
| 3 de noviembre de 2018  | Phoenix          | Estados Unidos | Gammage Memorial Auditorium             | —             | —            |              |
| 5 de noviembre de 2018  | Los Ángeles      | Estados Unidos | The Theatre at Ace Hotel                | —             | —            |              |
| Europa                  |                  |                |                                         |               |              |              |
| 29 de noviembre de 2018 | Dublin           | Irlanda        | Vicar Street                            | —             | —            |              |
| 1 de diciembre de 2018  | Brighton         | Inglaterra     | Brighton Centre                         | —             | —            |              |
| 2 de diciembre de 2018  | Londres          | Inglaterra     | Eventim Apollo                          | —             | —            |              |
| 4 de diciembre de 2018  | Glasgow          | Escocia        | SEC Armadillo                           | —             | —            |              |
| 5 de diciembre de 2018  | Mánchester       | Inglaterra     | O2 Apollo                               | —             | —            |              |
| 7 de diciembre de 2018  | Birmingham       | Inglaterra     | Arena Birmingham                        | —             | —            |              |